# ASC
ASC Pty Ltd, tidigare Australian Submarine Corporation Pty Ltd, är ett australisk skeppsvarvsföretag inom försvarsindustrin och som designar och tillverkar örlogsfartyg åt Australiens flotta.
De har verksamheter i Osborne (förort till Adelaide) i South Australia och Henderson (förort till Perth) i Western Australia.

## Historik
Företaget grundades i augusti 1985 som ett samriskföretag med namnet Australian Submarine Corporation Pty Ltd (ASC) av svenska Kockums och australiska Australian Industry Development Corporation (AIDC), Chicago Bridge & Iron Australia (dotterbolag till amerikanska Chicago Bridge & Iron Company) och Wormald International i syfte att konstruera ubåtsklassen Collins som består av sex ubåtar. Ett skeppsvarv uppfördes i Osborne mellan juni 1987 och november 1989. I juni 1990 sålde Wormald sin aktieandel till Kockums och AIDC, de två beslutade samtidigt att köpa ut amerikanarna från samriskföretaget, det ledde dock till att Kockums blev majoritetsaktieägare med 52,5% efter att affärerna slutfördes. Svenskarna tvingades då sälja av 2,5% till det då australiska James Hardie Industries eftersom utländska intressen fick inte vara majoritetsaktieägare i australiska försvarsintressen. I september 1999 blev Kockums fusionerad med tyska Howaldtswerke-Deutsche Werft (HDW) och i april 2000 beslutade regeringen Howard att nationalisera ASC och aktierna för Kockums och James Hardie överfördes till AIDC via tvångsköp. Den 1 oktober 2004 bestämde företaget att förenkla sitt namn och fick då sitt nuvarande eftersom man höll inte bara på med ubåtar utan även andra typer av örlogsfartyg. I oktober 2016 meddelade regeringen Turnbull att man ville dela upp ASC till tre separata företag, en som konstruerar, en som underhåller och en som sköter själva skeppsvarven. I december 2018 överfördes dotterbolaget ASC Shipbuilding till BAE Systems Australia i och med kontraktet som gav BAE rätt att konstruera fregattklassen Hunter-klass fram till början av 2040-talet.

### Produktgalleri

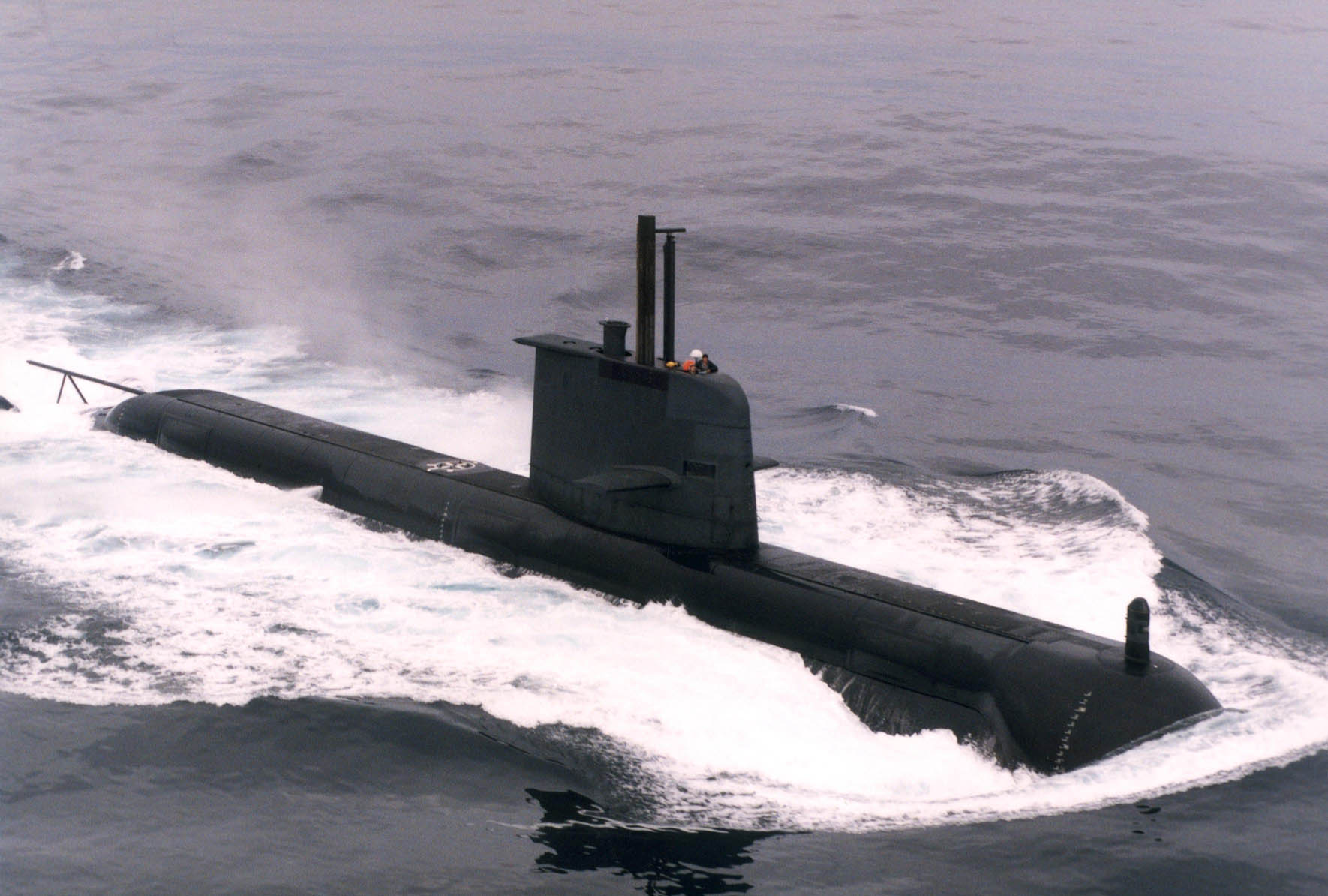
HMAS Collins (SSG-73).
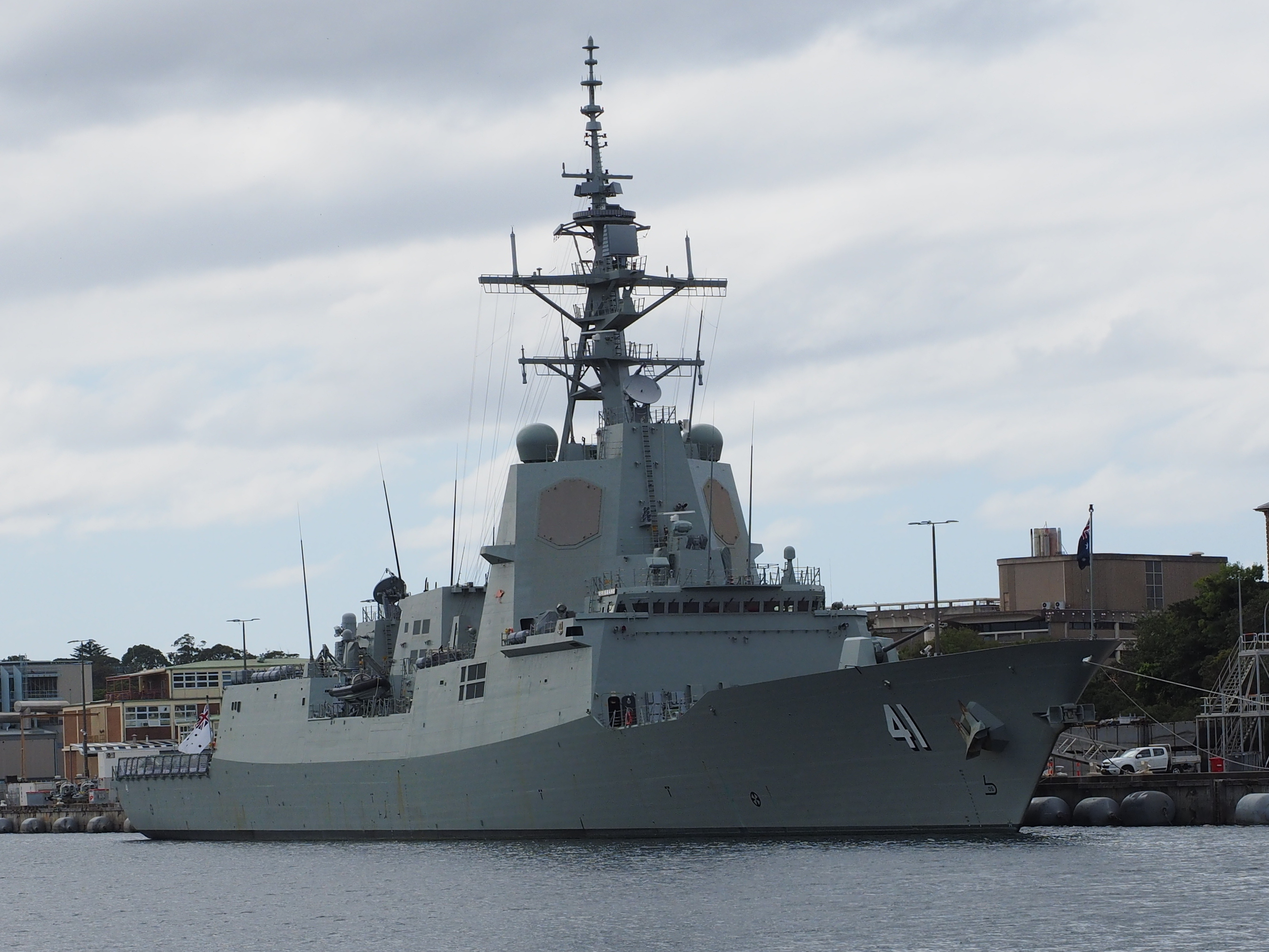
HMAS Brisbane (DDG-41).
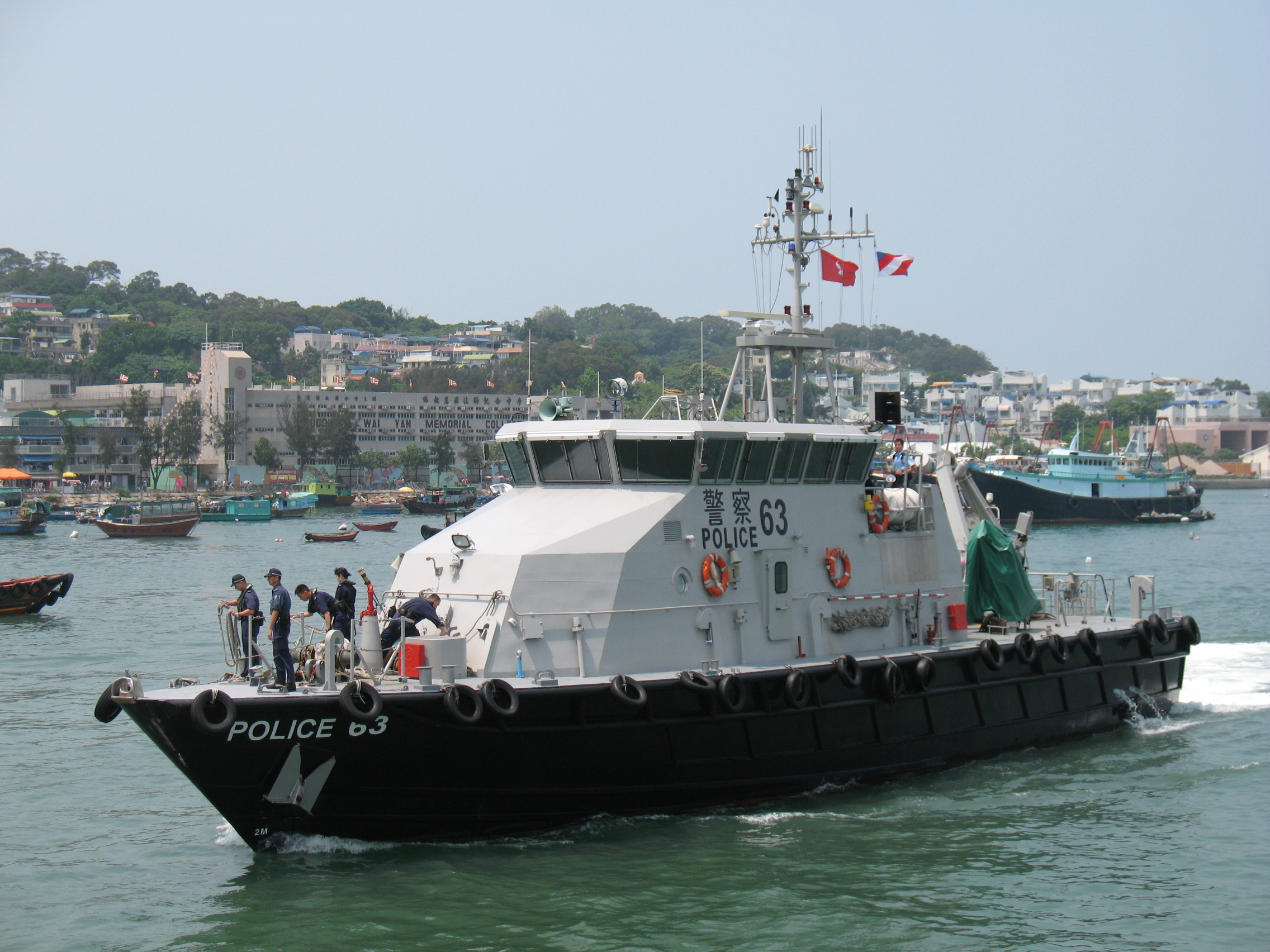
En ASC-designad patrullbåt ur Keka-klass, denna tillhörande sjöpolisen i Hongkong.